# Rhyolite

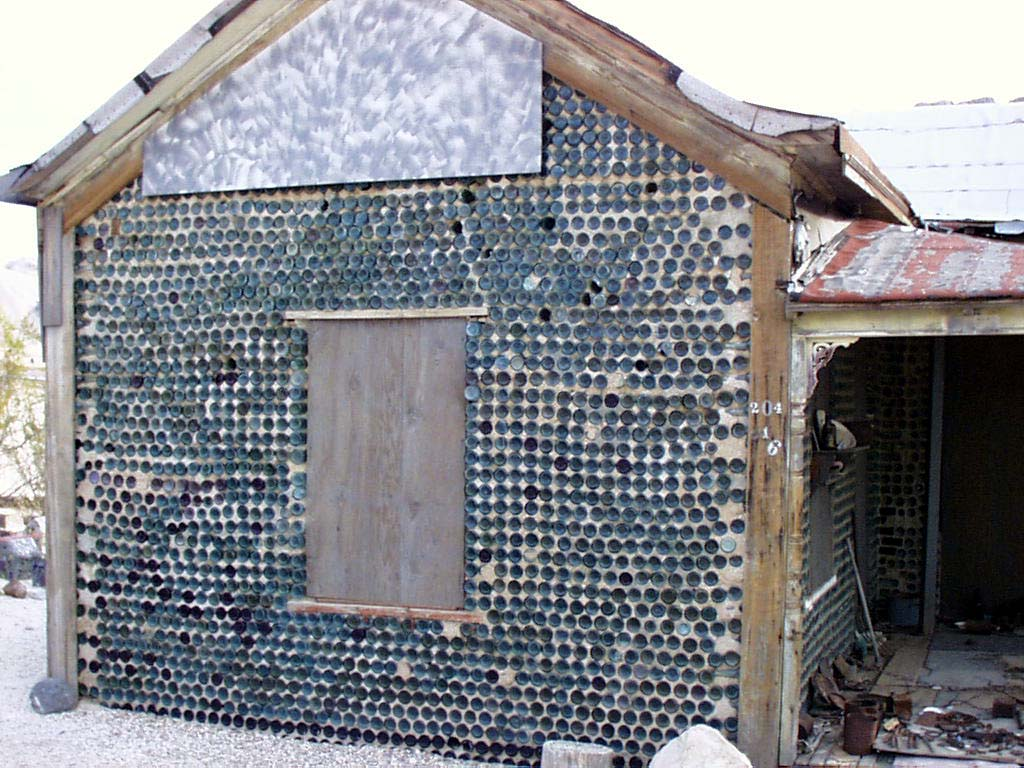
Bottle House

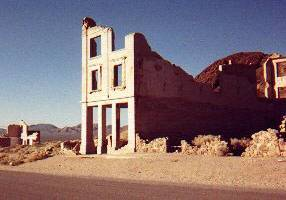
Budynek Cook Bank

Rhyolite – opuszczone miasto w hrabstwie Nye stanu Nevada. Znajduje się na wschód od Doliny Śmierci, blisko Beatty.
W 1904 roku odkryto w tej okolicy złoto. Nowe miasto nazwano od minerału ryolit, który zawierał dużo złota. Szybko zbudowano zakład do przetwarzania rudy. Kopalnia została sprzedana Charlesowi M. Schwabowi za pięć milionów dolarów. Już w 1907 nastąpiła elektryfikacja Rhyolite, a populacja mogła osiągnąć 10000. Jednak panika roku 1907 dotknęła miasto i produkcja zaczęła spadać. W 1911 roku zamknięto kopalnie i zakłady, a pięć lat później miejscowe władze opuściły Rhyolite.
Rhyolite użyto kilkakrotnie w produkcjach filmowych, m.in.:
- Bottle House, dom zbudowany z tysięcy butelek po alkoholu przez Toma Kelly'ego w 1906 roku, został przywrócony do świetności przez Paramount Pictures i użyty w filmie w 1925 roku.
- Budynek Cook Bank można zobaczyć w filmie The Island.

Stacja kolejowa jest w stosunkowo dobrym stanie. W pobliżu kopalni rozmieszczono znaki ostrzegawcze.
Do najsłynniejszych zabytków należy Zamek Scotty’ego. Nazwany na cześć Walter E. Scotta, chociaż go nie zbudował, nie zaprojektował, nie był jego architektem i nie zapłacił nic za jego budowę. Był przyjacielem milionera z Chicago Alberta Johnsona, który w rzeczywistości zbudował ten zamek.